# Eminia (plante)
Cet article concerne le genre de plantes. Pour le genre d’oiseaux, voir Eminia (oiseau).
Genre

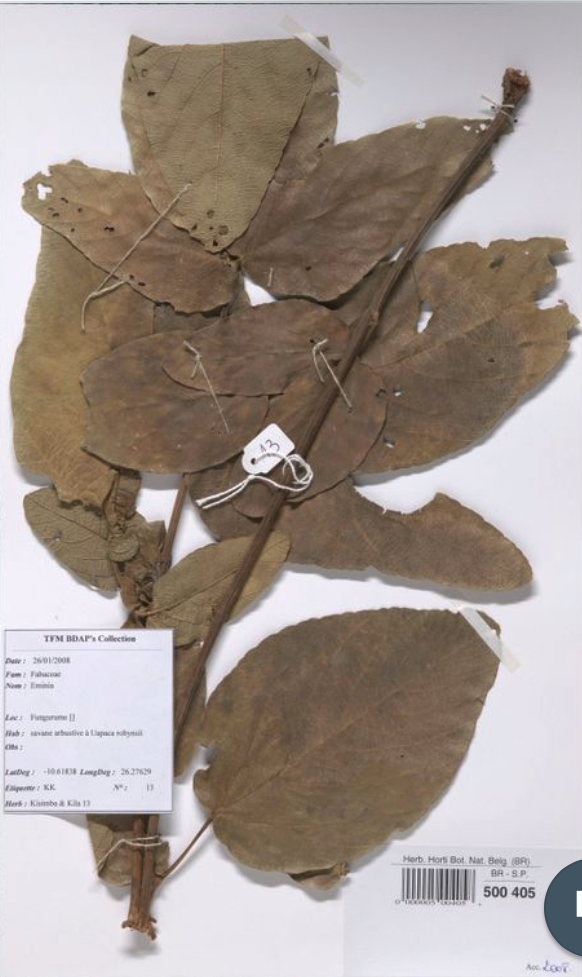
Photographie de la plante Eminia.

Eminia est un genre de plantes à fleurs dicotylédones de la famille des Fabaceae, sous-famille des Faboideae, originaire d'Afrique, qui comprend quatre espèces acceptées.
Les plantes de ce genre, principalement des espèces Eminia holubii et Eminia harmsiana (mais aussi d'autres espèces de Fabaceae), contiennent dans leurs racines des enzymes amylolytiques. Connues sous le nom de munkoyo, ces racines servent dans la région zambézienne à la préparation d'une boisson alcoolisée appelée aussi munkoyo.

## Liste d'espèces
Selon The Plant List (17 octobre 2018) :
- Eminia antennulifera (Baker) Taub.
- Eminia benguellensis Torre
- Eminia harmsiana De Wild.
- Eminia holubii (Hemsl.) Taub.